# Muta község
Muta község (szlovén nyelven Občina Muta) Szlovénia 212 alapfokú közigazgatási egységének, azaz községének egyike a Koroška statisztikai régióban, az osztrák határ mentén. Adminisztratív központja Muta város.

## A községhez tartozó települések
A községhez Muta székhelyen kívül a következő települések tartoznak:
- Gortina
- Mlake
- Pernice
- Sveti Jernej nad Muto
- Sveti Primož nad Muto

## Népesség
| Lakosok száma | 3566 | 3535 | 3512 | 3486 | 3437 | 3379 | 3373 | 3387 | 3407 | 3415 |
|               | 2008 | 2009 | 2011 | 2012 | 2013 | 2015 | 2016 | 2017 | 2019 | 2020 |